# Rivalitatea FCSB–FC Rapid București
Rivalitatea FCSB–FC Rapid București este un meci de fotbal dintre rivalii bucureșteni, FCSB și Rapid București, două dintre cele mai de succes cluburi din România.

## Context și istorie
Cele două cluburi s-au întâlnit de peste 140 de ori, începând cu victoria Rapidului cu 1-0 pe 4 noiembrie 1947 (pe atunci Rapid era numit „CFR”). Mai multe meciuri de-a lungul anilor dintre FCSB și Rapid s-au încheiat în ciocniri serioase între suporteri.
Cele două echipe se remarcă prin dominația lor în fotbalul românesc, alături de Dinamo. Chiar dacă Rapid a câștigat doar 3 campionate de fotbal românești (în timp ce FCSB domină cu 27 de titluri câștigate), ei domină Cupa României (de 23 de ori pentru FCSB și de 13 ori pentru Rapid) și Supercupa României (de 6 ori pentru FCSB și de 4 ori pentru Rapid).
De asemenea, au performanțe notabile în competițiile de club organizate de UEFA printre alte echipe de fotbal a României. Steaua a câștigat Cupa Campionilor Europeni în 1986, a fost vicecampioană în aceeași competiție în 1989, după ce a ajuns în semifinale în 1988. În 2006, Steaua a ajuns în semifinalele Cupei UEFA, eliminând dramatic Rapid în sferturile de finală. Mai mult decât atât, Steaua a câștigat Supercupa Europei UEFA în 1986 și a fost învinsă în Cupa Intercontinentală de River Plate în același an. Pe de altă parte, Rapid a câștigat de 2 ori consecutiv Cupa Balcanică în 1964 și 1966 și a ajuns în sferturile de finală ale Cupei Cupelor UEFA în 1973. Rapid a ajuns și în sferturile de finală ale Cupei UEFA în 2006, fiind întrecută de FCSB. Conflictul dintre fani a devenit și mai puternic de atunci.
Rivalitatea se extinde și la alte sporturi.

### Palmares
| Competiție                               | FCSB | Rapid |
| ---------------------------------------- | ---- | ----- |
| Campionatul României                     | 28   | 3     |
| Liga II / Divizia B                      | 0    | 6     |
| Liga a III-a                             | 0    | 1     |
| Liga a IV-a                              | 0    | 1     |
| Cupa României                            | 23   | 13    |
| Cupa Ligii                               | 2    | 1     |
| Supercupa României                       | 7    | 4     |
| Liga Campionilor UEFA / Cupa Campionilor | 1    | 0     |
| Supercupa Europei                        | 1    | 0     |
| Cupa Balcanică                           | 0    | 2     |
| Total                                    | 61   | 31    |

## Recorduri
- Cea mai mare victorie: Rapid 2–8 Steaua pe 3 mai 1989
- Cea mai mare victorie acasă (campionat): Steaua 5–0 Rapid pe 19 iunie 1988
- Cea mai mare victorie în deplasare (campionat): Rapid 2–8 Steaua pe 3 mai 1989
- Cele mai multe goluri într-un meci (toate competițiile): 10 în Rapid 2–8 Steaua pe 3 mai 1989, Divizia A
- Cele mai multe goluri într-un meci (campionat): 10 la Rapid 2–8 Steaua pe 3 mai 1989
- Cea mai mare victorie a Stelei: Rapid 2–8 Steaua pe 3 mai 1989
- Cea mai lungă serie neînvinsă a Stelei (toate competițiile): 23 de meciuri (18 victorii, 5 remize) între 22 mai 1977 și 19 martie 1994
- Cea mai lungă serie neînvinsă a Stelei (campionat): 20 de meciuri (16 victorii, 4 remize) între 22 mai 1977 și 19 martie 1994
- Cea mai mare victorie a Rapidului (campionat): 5-1, 18 aprilie 2010, 27 mai 2023

## Rezultatele confruntărilor directe
| Competiții           | Meciuri | Victorii FCSB | Egaluri | Victorii Rapid | Goluri FCSB | Goluri Rapid |
| -------------------- | ------- | ------------- | ------- | -------------- | ----------- | ------------ |
| Campionatul României | 126     | 46            | 45      | 35             | 186         | 156          |
| Cupa României        | 18      | 14            | 2       | 2              | 43          | 19           |
| Supercupa României   | 3       | 2             | 0       | 1              | 5           | 5            |
| Cupa Ligii           | 1       | 1             | 0       | 0              | 2           | 1            |
| Cupa UEFA            | 2       | 0             | 2       | 0              | 1           | 1            |
| Total                | 150     | 63            | 49      | 38             | 237         | 182          |

## Toate meciurile

### SuperLiga
Victorie FCSB
  Egal
  Victorie Rapid București
| Sezon   | Ligă      | Eșalon | FCSB vs Rapid București | FCSB vs Rapid București | FCSB vs Rapid București | FCSB vs Rapid București | Rapid București vs FCSB | Rapid București vs FCSB | Rapid București vs FCSB | Rapid București vs FCSB |
| Sezon   | Ligă      | Eșalon | Data                    | Stadion                 | Scor                    | Spectatori              | Data                    | Stadion                 | Scor                    | Spectatori              |
| ------- | --------- | ------ | ----------------------- | ----------------------- | ----------------------- | ----------------------- | ----------------------- | ----------------------- | ----------------------- | ----------------------- |
| 1947–48 | Divizia A | 1      | 4 decembrie 1947        | Republicii              | 0–1                     | –                       | 4 aprilie 1948          | Giulești                | 2–0                     | –                       |
| 1948–49 | Divizia A | 1      | 26 februarie 1949       | Republicii              | 1–1                     | –                       | 21 august 1948          | Giulești                | 5–2                     | –                       |
| 1950    | Divizia A | 1      | 3 iunie 1950            | Republicii              | 1–0                     | –                       | 28 octombrie 1950       | Giulești                | 2–4                     | –                       |
| 1951    | Divizia A | 1      | 6 octombrie 1951        | Republicii              | 0–1                     | –                       | 27 mai 1951             | Giulești                | 1–2                     | –                       |
| 1953    | Divizia A | 1      | 3 mai 1953              | Republicii              | 1–0                     | –                       | 17 octombrie 1953       | Giulești                | 1–1                     | –                       |
| 1954    | Divizia A | 1      | 26 septembrie 1954      | Republicii              | 3–0                     | –                       | 4 aprilie 1954          | Giulești                | 2–3                     | –                       |
| 1956    | Divizia A | 1      | 8 aprilie 1956          | Republicii              | 1–1                     | –                       | 30 august 1956          | Giulești                | 2–4                     | –                       |
| 1957–58 | Divizia A | 1      | 15 decembrie 1957       | Republicii              | 1–3                     | –                       | 4 mai 1958              | Giulești                | 0–0                     | –                       |
| 1958–59 | Divizia A | 1      | 29 martie 1959          | Republicii              | 4–0                     | –                       | 12 noiembrie 1958       | Giulești                | 2–3                     | –                       |
| 1959–60 | Divizia A | 1      | 10 aprilie 1960         | Republicii              | 1–1                     | –                       | 27 septembrie 1959      | Giulești                | 2–5                     | –                       |
| 1960–61 | Divizia A | 1      | 2 aprilie 1961          | Republicii              | 0–1                     | –                       | 18 septembrie 1960      | Giulești                | 3–2                     | –                       |
| 1961–62 | Divizia A | 1      | 16 noiembrie 1961       | Republicii              | 1–2                     | –                       | 10 iunie 1962           | Giulești                | 2–1                     | –                       |
| 1962–63 | Divizia A | 1      | 23 septembrie 1962      | Republicii              | 3–3                     | –                       | 21 aprilie 1963         | Giulești                | 0–2                     | –                       |
| 1963–64 | Divizia A | 1      | 29 martie 1964          | Republicii              | 0–2                     | –                       | 8 septembrie 1963       | Giulești                | 3–4                     | –                       |
| 1964–65 | Divizia A | 1      | 21 aprilie 1965         | Republicii              | 0–1                     | –                       | 20 decembrie 1964       | Giulești                | 0–0                     | –                       |
| 1965–66 | Divizia A | 1      | 5 iunie 1966            | Republicii              | 3–2                     | –                       | 31 octombrie 1965       | Giulești                | 2–0                     | –                       |
| 1966–67 | Divizia A | 1      | 28 mai 1967             | Republicii              | 0–0                     | –                       | 9 noiembrie 1966        | Giulești                | 3–0                     | –                       |
| 1967–68 | Divizia A | 1      | 3 septembrie 1967       | Republicii              | 2–0                     | –                       | 24 martie 1968          | Giulești                | 3–1                     | –                       |
| 1968–69 | Divizia A | 1      | 1 iunie 1969            | Republicii              | 2–0                     | –                       | 2 noiembrie 1968        | Giulești                | 2–1                     | –                       |
| 1969–70 | Divizia A | 1      | 28 iunie 1970           | Republicii              | 1–1                     | –                       | 18 octombrie 1969       | Giulești                | 3–3                     | –                       |
| 1970–71 | Divizia A | 1      | 20 septembrie 1970      | Republicii              | 1–1                     | –                       | 3 aprilie 1971          | Giulești                | 0–0                     | –                       |
| 1971–72 | Divizia A | 1      | 24 octombrie 1971       | Republicii              | 2–1                     | –                       | 4 mai 1972              | Giulești                | 2–1                     | –                       |
| 1972–73 | Divizia A | 1      | 8 aprilie 1973          | Republicii              | 0–0                     | –                       | 23 septembrie 1972      | Giulești                | 1–1                     | –                       |
| 1973–74 | Divizia A | 1      | 2 septembrie 1973       | Republicii              | 3–2                     | –                       | 31 martie 1974          | Giulești                | 2–0                     | –                       |
| 1975–76 | Divizia A | 1      | 24 august 1975          | Steaua                  | 0–0                     | –                       | 14 martie 1976          | Giulești                | 0–3                     | –                       |
| 1976–77 | Divizia A | 1      | 22 mai 1977             | Steaua                  | 4–1                     | –                       | 17 octombrie 1976       | Giulești                | 2–0                     | –                       |
| 1983–84 | Divizia A | 1      | 29 aprilie 1984         | Steaua                  | 2–1                     | –                       | 4 decembrie 1983        | Giulești                | 1–1                     | –                       |
| 1984–85 | Divizia A | 1      | 23 septembrie 1984      | Steaua                  | 2–0                     | –                       | 16 martie 1985          | Giulești                | 0–2                     | –                       |
| 1985–86 | Divizia A | 1      | 13 aprilie 1986         | Steaua                  | 3–1                     | –                       | 24 septembrie 1985      | Giulești                | 1–2                     | –                       |
| 1986–87 | Divizia A | 1      | 22 aprilie 1987         | Steaua                  | 3–1                     | –                       | 5 octombrie 1986        | Giulești                | 1–1                     | –                       |
| 1987–88 | Divizia A | 1      | 19 iunie 1988           | Steaua                  | 5–0                     | –                       | 13 decembrie 1987       | Giulești                | 0–4                     | –                       |
| 1988–89 | Divizia A | 1      | 12 octombrie 1988       | Steaua                  | 2–0                     | –                       | 3 mai 1989              | Giulești                | 2–8                     | –                       |
| 1990–91 | Divizia A | 1      | 7 octombrie 1990        | Steaua                  | 0–0                     | –                       | 28 aprilie 1991         | Giulești                | 0–2                     | –                       |
| 1991–92 | Divizia A | 1      | 8 martie 1992           | Steaua                  | 3–0                     | –                       | 25 august 1991          | Giulești                | 1–2                     | –                       |
| 1992–93 | Divizia A | 1      | 6 decembrie 1992        | Steaua                  | 3–0                     | –                       | 16 iunie 1993           | Giulești                | 1–1                     | –                       |
| 1993–94 | Divizia A | 1      | 6 octombrie 1993        | Steaua                  | 0–0                     | –                       | 19 martie 1994          | Giulești                | 2–1                     | –                       |
| 1994–95 | Divizia A | 1      | 6 noiembrie 1994        | Steaua                  | 1–1                     | –                       | 14 mai 1995             | Giulești                | 1–1                     | –                       |
| 1995–96 | Divizia A | 1      | 1 octombrie 1995        | Steaua                  | 3–0                     | –                       | 9 martie 1996           | Giulești                | 1–1                     | –                       |
| 1996–97 | Divizia A | 1      | 16 martie 1997          | Steaua                  | 3–1                     | –                       | 25 august 1996          | Giulești                | 0–2                     | –                       |
| 1997–98 | Divizia A | 1      | 5 octombrie 1997        | Steaua                  | 2–2                     | –                       | 1 aprilie 1998          | Giulești                | 1–1                     | –                       |
| 1998–99 | Divizia A | 1      | 4 aprilie 1999          | Steaua                  | 1–1                     | –                       | 30 august 1998          | Giulești                | 3–0                     | –                       |
| 1999–00 | Divizia A | 1      | 7 august 1999           | Steaua                  | 1–3                     | –                       | 5 martie 2000           | Giulești                | 2–2                     | –                       |
| 2000–01 | Divizia A | 1      | 29 octombrie 2000       | Steaua                  | 0–0                     | –                       | 16 mai 2001             | Giulești                | 1–1                     | –                       |
| 2001–02 | Divizia A | 1      | 4 mai 2002              | Steaua                  | 2–1                     | –                       | 21 octombrie 2001       | Giulești                | 3–0                     | –                       |
| 2002–03 | Divizia A | 1      | 27 octombrie 2002       | Steaua                  | 2–1                     | 24.000                  | 26 aprilie 2003         | Giulești                | 1–2                     | 18.000                  |
| 2003–04 | Divizia A | 1      | 21 martie 2004          | Steaua                  | 3–3                     | 25.000                  | 18 august 2003          | Național                | 1–1                     | 20.000                  |
| 2004–05 | Divizia A | 1      | 14 aprilie 2005         | Steaua                  | 0–0                     | 20.000                  | 8 august 2004           | Giulești                | 2–1                     | 15.000                  |
| 2005–06 | Divizia A | 1      | 30 aprilie 2006         | Național                | 0–2                     | 17.000                  | 23 octombrie 2005       | Giulești                | 0–0                     | 16.000                  |
| 2006–07 | Liga I    | 1      | 17 septembrie 2006      | Național                | 1–1                     | 30.000                  | 1 aprilie 2007          | Giulești                | 2–3                     | 10.000                  |
| 2007–08 | Liga I    | 1      | 16 septembrie 2007      | Steaua                  | 0–0                     | 22.000                  | 20 martie 2008          | Giulești                | 0–3                     | 10.000                  |
| 2008–09 | Liga I    | 1      | 15 mai 2009             | Steaua                  | 1–2                     | 15.000                  | 9 noiembrie 2008        | Giulești                | 0–0                     | 10.000                  |
| 2009–10 | Liga I    | 1      | 25 octombrie 2009       | Steaua                  | 1–1                     | 0                       | 18 aprilie 2010         | Giulești                | 5–1                     | 11.700                  |
| 2010–11 | Liga I    | 1      | 4 mai 2011              | Steaua                  | 0–1                     | 8.000                   | 8 noiembrie 2010        | Giulești                | 0–0                     | 10.500                  |
| 2011–12 | Liga I    | 1      | 24 octombrie 2011       | Arena Națională         | 0–0                     | 41.432                  | 29 aprilie 2012         | Giulești                | 1–1                     | 10.000                  |
| 2012–13 | Liga I    | 1      | 24 septembrie 2012      | Arena Națională         | 1–0                     | 42.876                  | 14 aprilie 2013         | Giulești                | 1–1                     | 7.624                   |
| 2014–15 | Liga I    | 1      | 22 februarie 2015       | Steaua                  | 0–1                     | 9.437                   | 26 iulie 2014           | Giulești                | 1–3                     | 3.624                   |
| 2021–22 | Liga I    | 1      | 15 decembrie 2021       | Arena Națională         | 3–1                     | 20.157                  | 15 august 2021          | Arena Națională         | 1–0                     | 35.500                  |
| 2022–23 | SuperLiga | 1      | 6 noiembrie 2022        | Arena Națională         | 3–1                     | 31.233                  | 24 iulie 2022           | Superbet Arena-Giulești | 2–0                     | 13.000                  |
| 2022–23 | SuperLiga | 1      | 27 mai 2023             | Arena Națională         | 1–5                     | 19.247                  | 23 aprilie 2023         | Superbet Arena-Giulești | 1–0                     | 12.600                  |
| 2023–24 | SuperLiga | 1      | 5 noiembrie 2023        | Arena Națională         | 1–2                     | 40.563                  | 9 martie 2024           | Arena Națională         | 4–0                     | 43.283                  |
| 2023–24 | SuperLiga | 1      | 20 aprilie 2024         | Arena Națională         | 2–2                     | 45.143                  | 19 mai 2024             | Superbet Arena-Giulești | 2–0                     | 6.133                   |
| 2024–25 | SuperLiga | 1      | 27 octombrie 2024       | Arena Națională         | 0–0                     | 40.287                  | 2 martie 2025           | Arena Națională         | 0–0                     | 30.823                  |
| 2024–25 | SuperLiga | 1      | 16 martie 2025          | Arena Națională         | 3–3                     | 26.385                  | 27 aprilie 2025         | Superbet Arena-Giulești | 1–2                     | 12.419                  |

### Cupa României
| #  | Data              | Faza               | Echipa gazdă | Echipa oaspete | Rezultat   | Goluri (gazde)                                              | Goluri (oaspeți)               |
| -- | ----------------- | ------------------ | ------------ | -------------- | ---------- | ----------------------------------------------------------- | ------------------------------ |
| 1  | 11 decembrie 1949 | Sferturi de finală | CSCA         | CFR            | 2–1        |                                                             |                                |
| 2  | 15 noiembrie 1953 | Semifinale         | CCA          | Locomotiva     | 1–0        |                                                             | —                              |
| 3  | 28 noiembrie 1954 | Sferturi de finală | CCA          | Locomotiva     | 1–0        |                                                             | —                              |
| 4  | 11 decembrie 1955 | Semifinale         | CCA          | Locomotiva     | 4–0        |                                                             | —                              |
| 5  | 22 octombrie 1961 | Semifinale         | Rapid        | CCA            | 2–0        |                                                             | —                              |
| 6  | 8 iulie 1962      | Finala             | Steaua       | Rapid          | 5–1        | Mateianu (11), Voinea (40), Constantin (47, 64), Raksi (85) | Ozon (15)                      |
| 7  | 27 iunie 1963     | Șaisprezecimi      | Steaua       | Rapid          | 7–2        |                                                             |                                |
| 8  | 1 iulie 1964      | Sferturi de finală | Steaua       | Rapid          | 2–1        |                                                             |                                |
| 9  | 13 iulie 1966     | Semifinale         | Steaua       | Rapid          | 3–0        |                                                             | —                              |
| 10 | 21 mai 1969       | Sferturi de finală | Steaua       | Rapid          | 3–1        |                                                             |                                |
| 11 | 25 iunie 1975     | Semifinale         | Rapid        | Steaua         | 1–1 (pen.) | Râșniță (?)                                                 | Sătmăreanu (?)                 |
| 12 | 23 iunie 1976     | Sferturi de finală | Steaua       | Rapid          | 2–0        |                                                             | —                              |
| 13 | 26 februarie 1986 | Șaisprezecimi      | Steaua       | Rapid          | 4–2        | Belodedici (15), Bălan (76), Majearu (78), Bölöni (85)      | Țîră (48), Cioacă (81)         |
| 14 | 16 iunie 1987     | Sferturi de finală | Steaua       | Rapid          | 1–0        |                                                             | —                              |
| 15 | 25 iunie 1989     | Semifinale         | Steaua       | Rapid          | 3–2        | Pițurcă (42, 48), I. Stan (86)                              | Minoiu (31), Damaschin II (52) |
| 16 | 15 martie 1995    | Șaisprezecimi      | Rapid        | Steaua         | 4–1        | I. Chiriță (50, 74, 75), Constantinovici (57)               | I. Stan (30 p.)                |
| 17 | 16 iunie 1999     | Finala             | Steaua       | Rapid          | 2–2 (pen.) | Ciocoiu (68), Belodedici (90)                               | Barbu (71, 81)                 |
| 18 | 11 noiembrie 2010 | Sferturi de finală | Rapid        | Steaua         | 0–1        | —                                                           | Surdu (49)                     |

### Supercupa României
| # | Data              | Echipa gazdă | Echipa oaspete | Rezultat  | Goluri (gazde)                              | Goluri (oaspeți) |
| - | ----------------- | ------------ | -------------- | --------- | ------------------------------------------- | ---------------- |
| 1 | 9 septembrie 1998 | Steaua       | Rapid          | 4–0 (2–0) | Șerban (19), Roșu (27, 69), Dumitrescu (87) | —                |
| 2 | 7 octombrie 1999  | Rapid        | Steaua         | 5–0 (2–0) | Radu (3, 69, 72), Măldărășanu (25, 89)      | —                |
| 3 | 22 iulie 2006     | Steaua       | Rapid          | 1–0 (0–0) | Oprița (90)                                 | —                |

### Cupa Ligii
| # | Data          | Faza          | Echipa gazdă | Rezultat  | Echipa oaspete | Goluri (gazde) | Goluri (oaspeți)    |
| - | ------------- | ------------- | ------------ | --------- | -------------- | -------------- | ------------------- |
| 1 | 19 iulie 2014 | Șaisprezecimi | Rapid        | 1–2 (1–1) | Steaua         | Selagea (24)   | Keșerü (8, 49 pen.) |

### Cupa UEFA
| # | Data           | Faza                             | Echipa gazdă | Rezultat  | Echipa oaspete | Goluri (gazde) | Goluri (oaspeți) |
| - | -------------- | -------------------------------- | ------------ | --------- | -------------- | -------------- | ---------------- |
| 1 | 30 martie 2006 | Sferturi de finală, prima manșă  | Rapid        | 1–1 (0–1) | Steaua         | Moldovan (50)  | Nicoliță (5)     |
| 2 | 6 aprilie 2006 | Sferturi de finală, manșa a doua | Steaua       | 0–0 (0–0) | Rapid          | —              | —                |